# Poecilographa decora
Poecilographa decora är en tvåvingeart som först beskrevs av Friedrich Hermann Loew 1864.  Poecilographa decora ingår i släktet Poecilographa och familjen kärrflugor. Inga underarter finns listade i Catalogue of Life.